# 브레겐츠군

브레겐츠군의 위치

브레겐츠군(독일어: Bezirk Bregenz)은 오스트리아 포어아를베르크주에 위치한 군으로 행정 중심지는 브레겐츠이며 면적은 863.37km2, 인구는 130,425명(2012년 기준), 인구 밀도는 150명/km2이다. 북서쪽으로는 보덴호와 접하며 지리적으로는 브레겐처발트(브레겐츠숲) 지역에 속한다. 서쪽으로는 도른비른군, 펠트키르히군, 남쪽으로는 블루덴츠군, 동쪽으로는 티롤주 로이테군과 접하며 북쪽으로는 독일 바이에른주, 북서쪽으로는 스위스 장크트갈렌주와 국경을 접한다.

## 하위 행정 구역
1개 도시, 6개 시장도시, 33개 일반 시를 관할한다.
- 도시
  - 브레겐츠(Bregenz)
- 시장도시
  - 베차우(Bezau)
  - 에그(Egg)
  - 하르트(Hard)
  - 회어브란츠(Hörbranz)
  - 라우터라흐(Lauterach)
  - 볼푸르트(Wolfurt)
- 일반 시
  - 알버슈벤데(Alberschwende)
  - 안델스부흐(Andelsbuch)
  - 아우(Au)
  - 빌트슈타인(Bildstein)
  - 비차우(Bizau)
  - 부흐(Buch)
  - 다뮐스(Damüls)
  - 도렌(Doren)
  - 아이헨베르크(Eichenberg)
  - 푸사흐(Fußach)
  - 가이사우(Gaißau)
  - 히티자우(Hittisau)
  - 회흐스트(Höchst)
  - 호헨바일러(Hohenweiler)
  - 케넬바흐(Kennelbach)
  - 크룸바흐(Krumbach)
  - 랑겐(Langen)
  - 랑게네그(Langenegg)
  - 링게나우(Lingenau)
  - 로하우(Lochau)
  - 멜라우(Mellau)
  - 미텔베르크(Mittelberg)
  - 뫼거스(Möggers)
  - 로이테(Reuthe)
  - 리펜스베르크(Riefensberg)
  - 슈네파우(Schnepfau)
  - 쇼퍼나우(Schoppernau)
  - 슈뢰켄(Schröcken)
  - 슈바르차흐(Schwarzach)
  - 슈바르첸베르크(Schwarzenberg)
  - 지브라츠펠(Sibratsgfäll)
  - 줄츠베르크(Sulzberg)
  - 바르트(Warth)